# Ernie Ring
Ernie Ring (1918-Spa, 5 de julio de 1953) fue un piloto de motociclismo australiano, que compitió en el Campeonato del Mundo de Motociclismo en desde 1952 hasta su muerte en 1953. Ring murió instantáneamente en el transcurso de la carrera de 500cc del Gran Premio de Bélgica, a consecuencias de una caída cerca de Burnenville.

## Resultados en el Campeonato del Mundo de Motociclismo
Sistema de puntuación desde 1950 hasta 1968:
| Posición | 1.º | 2.º | 3.º | 4.º | 5.º | 6.º |
| Puntos   | 8   | 6   | 4   | 3   | 2   | 1   |

### Carreras por año
(Carreras en negrita indica pole position, carreras en cursiva indica vuelta rápida)
| Año  | Cat.  | Equipo    | 1       | 2       | 3           | 4       | 5       | 6     | 7     | 8     | Pts. | Pos. |
| ---- | ----- | --------- | ------- | ------- | ----------- | ------- | ------- | ----- | ----- | ----- | ---- | ---- |
| 1952 | 350cc | AJS       | SUI -   | IOM 8   | NED -       | BEL 10  | GER 6   | ULS 5 | NAT - |       | 3    | 10.º |
| 1952 | 500cc | Matchless | SUI -   | IOM Ret | NED Ret     | BEL Ret | GER Ret | ULS - | NAT - | ESP - | 0    | -    |
| 1953 | 350cc | DKW       | IOM Ret | NED 5   | BEL 8       |         | FRA -   | ULS - | NAT - |       | 2    | 18.º |
| 1953 | 500cc | AJS       | IOM Ret | NED Ret | BEL Ret (†) | GER -   | FRA -   | ULS - | NAT - | ESP - | 0    | -    |